# Parahydrophis mertoni
Genre
Espèce
Synonymes
- Distira mertoni Roux, 1910

Statut de conservation UICN

 DD  : Données insuffisantes
Parahydrophis mertoni, unique représentant du genre Parahydrophis, est une espèce de serpents de la famille des Elapidae.

## Répartition
Cette espèce marine se rencontre dans les eaux des Moluques et de la Nouvelle-Guinée occidentale en Indonésie, de la Papouasie-Nouvelle-Guinée et du Territoire du Nord et du Queensland en Australie.

## Description
L'holotype de Parahydrophis mertoni mesure 38 cm. Il s'agit d'un serpent marin venimeux.

## Étymologie
Son nom d'espèce lui a été donné en l'honneur d'Hugo Merton (1879-1940), zoologiste allemand.

## Publications originales
- Burger & Natsuno, 1974 : A new genus for the Arafura Smooth Seasnake and redefinitions of other seasnake genera. The Snake, vol. 6, p. 61-75.
- Roux, 1910 : Reptilien und Amphibien der Aru- und Kei-Inseln. Abhandlungen Der Senckenbergischen Naturforschenden Gesellschaft, vol. 33, p. 211-247 (texte intégral).